# نظام ضوئي ثاني (II)

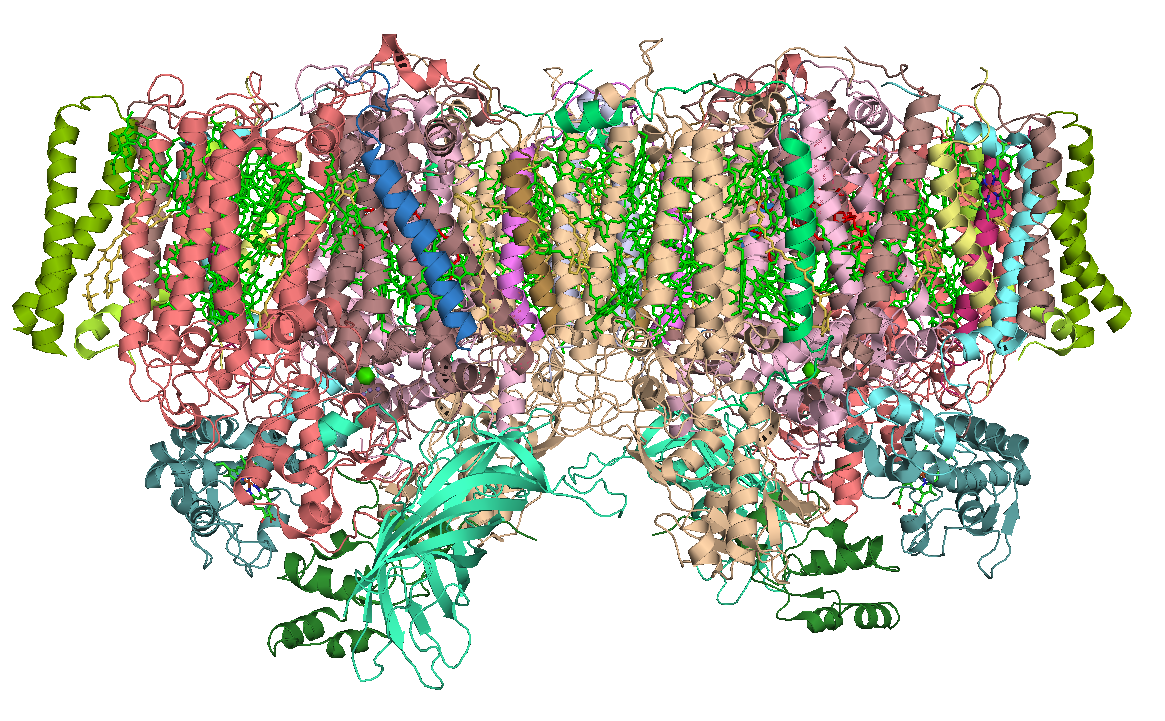
البكتيريا الزرقاء للجهاز الضوئي، ديمر، PDB 2AXT.

النظام الضوئي الثاني (بالإنجليزية: Photosystem II)‏ ويُعرف اختصاراً بـ PSII هو أول مُعقد بروتيني في التفاعلات المعتمدة على الضوء لعملية التمثيل الضوئي الأكسجيني. يتواجد في غشاء ثايلاكويد للنباتات والطحالب والبكتيريا الزرقاء.
داخل النظام الضوئي، تلتقط الإنزيمات فوتونات الضوء لتنشيط الإلكترونات التي يتم نقلها بعد ذلك عبر مجموعة متنوعة من العوامل المرافقة (انزيم) والعوامل المساعدة للحد من البلاستوكينون إلى البلاستوكينول. يتم استبدال الإلكترونات المنشطة بواسطة الماء المؤكسد لتشكيل أيونات الهيدروجين والأكسجين الجزيئي.
من خلال تجديد الإلكترونات المفقودة مع الإلكترونات من انقسام الماء، يوفر النظام الضوئي الثاني الإلكترونات لكل عملية التمثيل الضوئي. تساعد أيونات الهيدروجين (البروتونات) الناتجة عن أكسدة الماء في إنشاء تدرج بروتون يستخدم بواسطة سينسيز ATP لتوليد ATP. تستخدم الإلكترونات النشطة المنقولة إلى البلاستوكينون في النهاية للحد من NADP + إلى NADPH أو تستخدم في تدفق الإلكترون غير الدوري.

## بنية

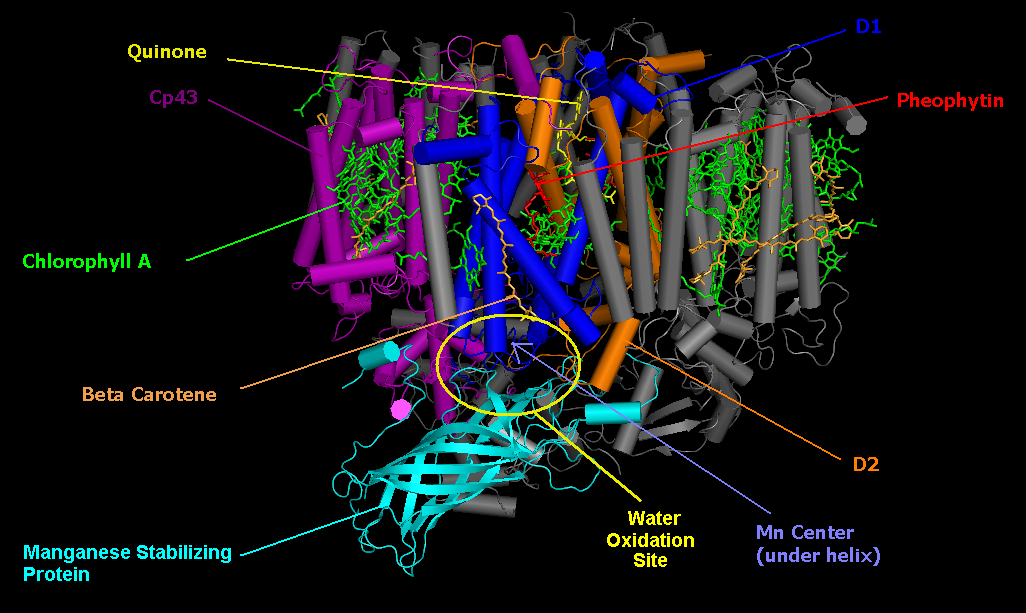
Cyanobacterial photoystem II، Monomer، PDB 2AXT.

| فرعية | عائلة                             | وظيفة                                                                                    |
| ----- | --------------------------------- | ---------------------------------------------------------------------------------------- |
| D1    | تفاعل البروتين مركز العائلة       | بروتين مركز التفاعل، يربط الكلوروفيل P680 والفيوفيتين والبيتا كاروتين والكينون والمنغنيز |
| D2    | تفاعل البروتين مركز العائلة       | بروتين مركز التفاعل                                                                      |
| CP43  | Photosystem II بروتين حصاد الضوء  | يربط مركز المنغنيز                                                                       |
| CP47  | Photosystem II بروتين حصاد الضوء  |                                                                                          |
| PsbO  | بروتين تثبيت المنغنيز ( InterPro) | المنغنيز استقرار البروتين                                                                |

| العامل المساعد | وظيفة                                                        |
| -------------- | ------------------------------------------------------------ |
| الكلوروفيل     | تمتص الطاقة الضوئية وتحولها إلى طاقة كيميائية                |
| بيتا كاروتين   | إخماد الطاقة الضوئية الزائدة                                 |
| هيم ب 559      | منضم إلى Cytochrome b559 باعتباره حامل إلكترون ثانوي / وقائي |
| فيوفيتين       | متقبل الإلكترون الأساسي                                      |
| كينون صانعي    | حاملة الإلكترون الغشائي داخل الغشاء                          |
| مركز المنغنيز  | المعروف أيضا باسم مركز تطوير الأكسجين، أو OEC                |